# Travis (bande dessinée)
Pour les articles homonymes, voir Travis.
 (septembre 2019).
Si vous disposez d'ouvrages ou d'articles de référence ou si vous connaissez des sites web de qualité traitant du thème abordé ici, merci de compléter l'article en donnant les références utiles à sa vérifiabilité et en les liant à la section « Notes et références ».
Travis est une série de bande dessinée française de science-fiction. Elle se déroule dans le même univers que Carmen Mc Callum.

## Synopsis
Dans un futur proche (2052), la société est dominée par des multinationales, dont l'influence a des répercussions allant jusqu'à la géopolitique mondiale. 
Steve Travis, pilote freelance qui pensait faire une simple livraison pour une station spatiale orbitale, va se retrouver pris au milieu d'un conflit d'intérêts entre deux firmes spécialisées en agronomie et biotechnologies (Baxter & Martin vs. Transgenic), toutes les deux cibles  d'un groupe terroriste très puissant mené par Vlad Nyrki, lequel semble avoir des comptes à régler avec certains membres de la station.

## Personnages

### Principaux
- Steve Travis, pilote de navette spatiale.
- Peggy, intelligence artificielle d'aide au pilotage de la navette de Travis.
- Anna Carlsen, ingénieur pour Baxter & Martin.
- Vlad Nyrki, ingénieur reconstruit artificiellement et accro aux nanomachines. Il deviendra tueur pour le compte des Cyberneurs.
- Paquito Mannoni dit Pacman, né à Addis-Abeba le 3 février 2022, hacker rasta irradié et accro aux nanomachines, travaille avec Vlad Nyrki.
- Harry Hausen, ancien complice de Vlad et Pacman.
- Miss Thundercat de son vrai nom Catherine Thunder, tueuse numéro un dans l'organisation des Cyberneurs, remplaçante de Vlad Nyrki.
- Sir Baxter & Lord Martin, directeurs de Baxter & Martin.
- Pierre Levallois, malade condamné et très riche, la plupart du temps cryogénisé. Il dirige une organisation secrète qui contrecarre les crimes des multinationales.
- Terence Courtaut, alias Terry Flint, ou Oncle Terry, ami du père de Travis (qui est mort à cause de boucliers de protection défectueux fabriqués par une entreprise dont le responsable était Lord Martin). Travis le considère comme son père.
- Alexia Terechkova, commandant des forces orbitales sur la station internationale Nobel.

### 1ercycle:Les Cyberneurs
- Les Cyberneurs, groupe de 7 personnes ayant décidé de se placer en cryogénisation.
- Jan Amundsen, initiateur du projet des Cyberneurs.
- Inger Carlsen, concepteur de la station Huracán.
- Elena Dinova, journaliste pour Pacific Holovista (apparaît aussi dans Carmen Mc Callum).
- Chloé n'Guyen, ingénieur biologiste, elle se trouvait dans le lanceur Ariane 7 détourné par Vlad Nyrki.
- Louise Beaulieu, ingénieur en génie génétique, elle se trouvait également dans le lanceur Ariane 7. Elle entretiendra plus tard une relation avec Travis.
- Dario Fulci, directeur de Transgenic. (exécuté par  Carmen Mc Callum dans Vendetta, tome 9 de la série Carmen Mc Callum)
- Sandy Strummer, assistante et responsable de la sécurité de Dario Fulci.

Dario Fulci et Sandy Strummer apparaissent aussi dans L'Appel de Baïkonour, Dans le Vide de Kirkwood, septième et huitième tomes de Carmen Mc Callum, puis Dario Fulci seul dans Vendetta neuvième tome.

### 2ecycle:Vitruvia
- Patrice Courtaut, père de Terence Courtaut; il est le dernier résident du Hameau des Chênes.
- Mary Kate, une jeune marginale militant contre la destruction du Hameau des Chênes.
- Jerry Dammers, détective privé engagé pour retrouver Mary Kate.
- Mustapha Kemal, homme d'affaires stanbouliote; il s'est spécialisé dans les contrefaçons cybernétiques, dont les nanomachines.

### 3ecycle:H2O
- Ashley Harker, principale enquêtrice sur l'affaire Dommy.
- Dommy, une intelligence artificielle domotique qui s'est émancipée. Elle fait appel aux services de Harry Hausen.
- Jeffrey & Howard, hackers ayant rencontrés Vlad, Pacman et Harry durant un contrat. Ils ont tendance à être très bavards.

## Albums

### 1ercycle:Les Cyberneurs
- Tome 1 : Huracan (1997)
- Tome 2 : Opération Minotaure (1998)
- Tome 3 : Agent du chaos (2000)
- Tome 4 : Protocole Oslo (2001)
- Tome 5 : Cybernation (2002)
- Édition intégrale (2006)  (ISBN 2-7560-0651-3)

### 2ecycle:Vitruvia
- Tome 6.1 : Le Hameau des Chênes (2004)
- Tome 6.2 : Topkapi (2004)
- Tome 7 : Tarentule (2005)

### 3ecycle:H2O
- Tome  8  : L'Or bleu (2007)
- Tome  9  : Dommy (2009)
- Tome 10 : New York Delaware (2011)

### 4ecycle:Les Enfants de Marcos
- Tome 11 : Les Enfants de Marcos (2016)
- Tome 12 : Les Tueurs de fer (2017)
- Tome 13 : Serpent à Plumes (2018)

### 5ecycle:Mission Europe et Révolte ÊGM
- Tome 14: Europe (2019)
- Tome 15: La Femme qui en savait trop (2020)
- Tome 16: Opération Gorgone (2022)
- Tome 17: Les Pluies sèches (2024)

## Publication
- Delcourt (collection Neopolis) : tomes 1 à 14 (première édition des tomes 1 à 14)